# رامبرانت
رامبرانت هرمنسزون فان راين (بالهولندية: Rembrandt Harmenszoon van Rijn) رسام هولندي ولد في لايدن عام 1606 وتوفي عام 1669م، استقر في مدينة أمستردام منذ سنة 1631م. نظرا للقوة التعبيرية الكبيرة التي تتميز بها أعماله ولوحاته الشخصية، بالإضافة إلى معرفته العلمية بنظريات الضوء والظلال، وكذلك القيم الإنسانية النبيلة لأفكاره وتأملاته الشخصية حول مصير الجنس الإنساني، كل هذه العوامل جعلته يعد ضمن كبار أساتذة فن الرسم الغربي. كان له أثناء حياته شأن كبير، واشتهر أيضا بأعماله عن طريق الرسم بماء الذهب (الأشجار الثلاثة، قطع المائة فلوران النقدية؛ يسوع يُبشر الناس).
أهم أعماله هي لوحته لدرس التشريح مع الدكتور تولب والمشاهدة الليلة وهي لوحات متعددة الشخصيات كان قد برع في إضفاء الحياة عليها.
وقد تأثر بالفنان كارفاجيو وروبنز لكنه استخدم تأثيرات الضوء ووضع الألوان بحرية ليبرر الحالة العاطفية والنفسية.
لم يسافر رامبرانت إلى الخارج أبدًا، لكنه تأثر كثيرًا بأعمال الأساتذة الإيطاليين والفنانين الهولنديين الذين درسوا في إيطاليا، مثل بيتر لاستمان وأترخت كارافاجيستس والفلمنكي الباروكي بول روبنز. بعد أن حقق نجاحًا في عمر صغير كرسام بورتريه، تميزت سنوات رامبرانت اللاحقة بالمأساة الشخصية والمصاعب المالية. مع ذلك، حظيت رسوماته ولوحاته بشعبية طوال حياته واحتفظ بسمعة جيدة كفنان، ودرس العديد من الرسامين الهولنديين المهمين على مدى عشرين عامًا.

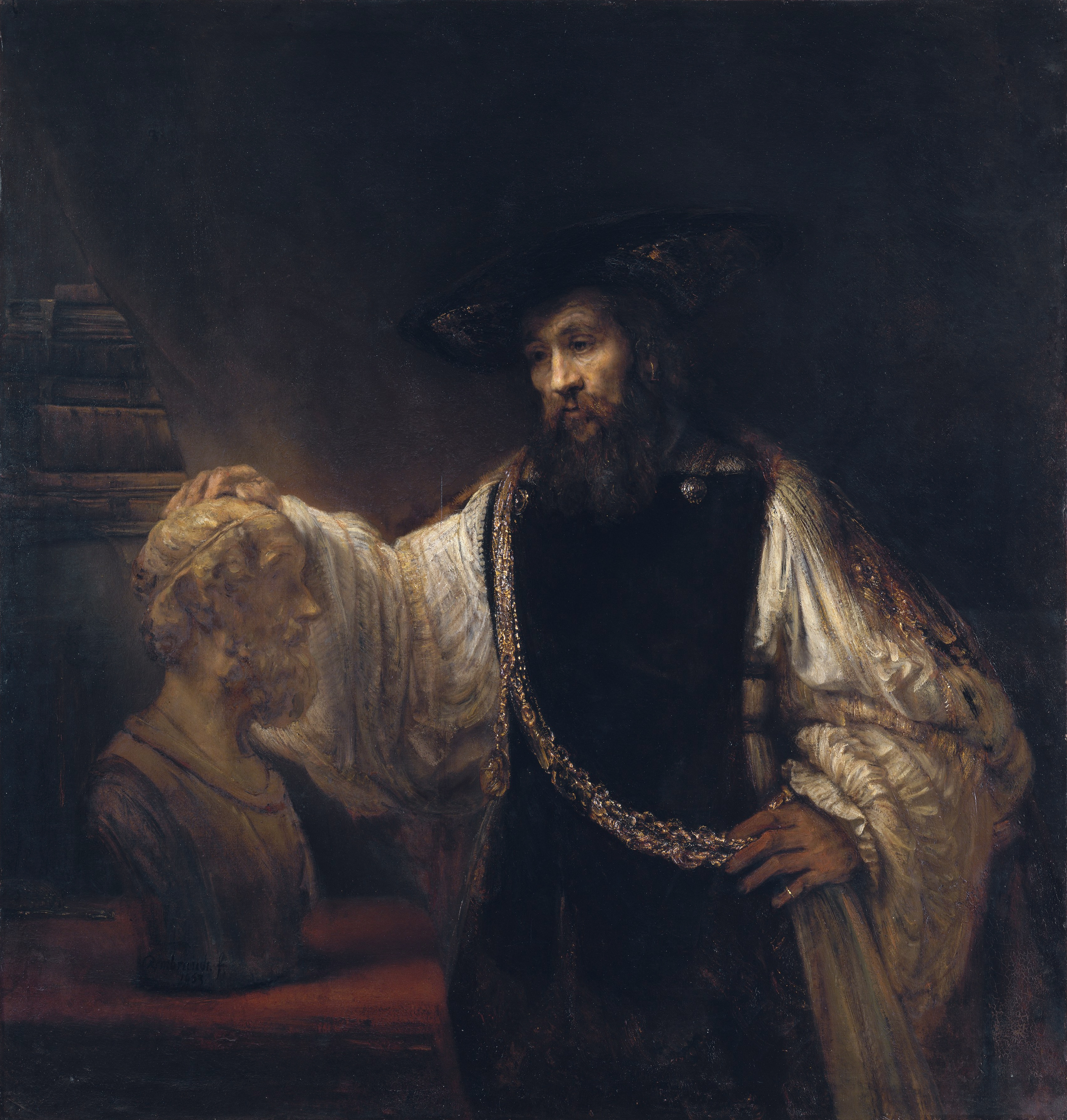
أَرِسْطُو يتَأَمَّلَ تِمثال نصفي لهوُميروس لوحة زيتية بريشة رسام العصر الذهبي الهولندي رامبرانت سنة 1653، تصور أرسطو وهو يرتدي سلسلة ذهبية ويفكر أمام تمثال نصفي منحوت لهوميروس. متحف المتروبوليتان للفنون.

تُعتبر لوحات البورتريه الخاصة برامبرانت التي رسمها لمعاصريه والبورتريه الذاتي ورسومات لمشاهد من الكتاب المقدس أعظم إنجازاته الإبداعية. تشكل البورتريه الذاتية سيرة ذاتية حميمة فريدة من نوعها، إذ صور الفنان نفسه دون غرور وبأقصى درجة من الإخلاص. كان أهم ما قدمه رامبرانت في تاريخ الطباعة هو تحويل عملية التنميش من أسلوب إنجاب جديد نسبيًا إلى شكل فني حقيقي، جنبًا إلى جنب مع جاك كالوت. تأسست سمعته باعتباره أعظم نقاش في تاريخ الوسط ولم يشكك أحد في أعماله منذ ذاك الحين. غادر عدد قليل من لوحاته الجمهورية الهولندية أثناء إقامته، ولكن مطبوعاته وُزعت في جميع أنحاء أوروبا، إذ استندت سمعته الأوسع عليها وحدها في البداية.
أبدى في أعماله معرفة بالأيكونغرافيا الكلاسيكية التي صاغها لتناسب متطلبات تجربته الخاصة، وهكذا فقد صور مشاهد من التوراة بمعرفته بالنص المحدد ومن خلال استيعابه للتكوين الكلاسيكي وملاحظاته عن السكان اليهود في أمستردام. عُرف بأنه «واحد من أنبياء الحضارة العظماء» بسبب تعاطفه مع الحالة الإنسانية. قال النحات الفرنسي أوغست رودان، «مقارنتي مع رامبرانت! تُعد بمثابة تدنيس للمقدسات! مع رامبرانت، عملاق الفن! يجب أن نسجد لرامبرانت وألا نقارن أي شخص معه!». كتب فينسنت فان كوخ: «يمضي رامبرانت في الغموض إلى درجة أنه يقول أشياء لا توجد في أي لغة. من العدل تسميته رامبرانت –ساحر- وهي ليست مهنة سهلة».

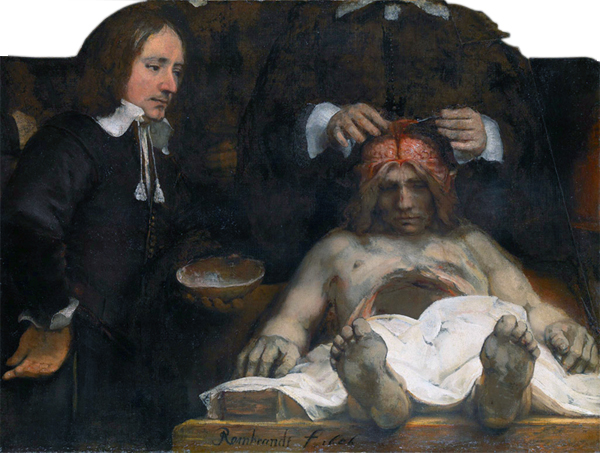
درس التشريح للدكتور ديجمان بريشة رامبرانت ، لوحة جماعية تُظهر تشريح الدماغ للدكتور جان ديجمان. متحف أمستردام.

## حياته
وًلد رامبرانت هارمنزون فان راين في 15 يوليو من عام 1606 في لايدن، في الجمهورية الهولندية، وهي اليوم هولندا. كان رامبرانت الطفل التاسع لهارمين جيريتزون فان راين ونيلتغن فيلمسدوتخر فان زاتبروك. امتلكت عائلته وضعًا جيدًا، إذ عمل والده طحانًا وأمه كانت ابنة لخباز. شكل الدين موضوعًا رئيسيًا في لوحات رامبرانت، وجعلت الفترة المشحونة دينيًا التي عاش فيها من إيمانه مسألة ذات أهمية. كانت والدته من الروم الكاثوليك ووالده ينتمي إلى الكنيسة المصلحة الهولندية. لا يوجد أي دليل على انتماء رامبرانت لأي كنيسة بشكل رسمي، على الرغم من أن أعماله كشفت عن إيمانه المسيحي العميق وعلى الرغم أيضًا من أن أطفاله الخمسة قد عُمدوا في الكنائس الهولندية المصلحة في أمستردام، أربعة منهم في الكنيسة القديمة وواحد في الكنيسة الجنوبية.
التحق بالمدرسة اللاتينية عندما كان صبيًا. التحق بجامعة لايدن عندما بلغ 14 سنة من العمر، على الرغم من امتلاكه ميلًا أكبر نحو الرسم بحسب ما قاله أحد معاصريه. سرعان ما تدرب على يد رسام التاريخ في لايدن جاكوب فان سواننبرغ، الذي أمضى معه ثلاث سنوات. أمضى فترة تدريب قصيرة لكنها مهمة مع الرسام بيتر لاستمان في أمستردام، ثم بقي لبضعة أشهر مع جاكوب بيناس ليبدأ بعد ذلك ورشته الخاصة، إلا أن سيمون فان ليووين ادعى أن يوريس فان شوتين قد علم رامبرانت في لايدن. لم يغادر رامبرانت الجمهورية الهولندية أبدًا خلال حياته، على عكس معاصريه الذين سافروا إلى إيطاليا كجزء من تدريبهم الفني.
افتتح رامبرانت استوديو في لايدن في عام 1624 أو في عام 1625، تشاركه مع صديقه وزميله يان ليفنز. بدأ رامبرانت في عام 1627، يستقبل الطلاب في الاستديو ومن بينهم جيريت دو في عام 1628.
اكتشف رجل الدولة كونستانتين هويغنز (والد عالم الرياضيات والفيزيائي الهولندي كريستيان هوغنس)، رامبرانت في عام 1629، وجلب لرامبرانت عمولات مهمة من بلاط لاهاي. واصل الأمير فريدريك هندريك شراء اللوحات من رامبرانت حتى عام 1646.
انتقل رامبرانت إلى أمستردام في نهاية عام 1631، توسعت أمستردام سريعًا كعاصمة تجارية جديدة لهولندا وبدأ رامبرانت برسم البورتريه الاحترافي لأول مرة بنجاح كبير. بقي رامبرانت في البداية مع تاجر الفنون هندريك فان يولنبرج، وتزوج في عام 1634 من ابنة عم هندريك وتُدعى ساسكيا فان يولنبرج. جاءت ساسكيا من عائلة جيدة، إذ كان والدها محاميًا وعمدة ليوواردن. عاشت ساسكيا مع أختها الأكبر في هت بيلدت بعد أن أصبحت يتيمة. تزوج رامبرانت وساسكيا في كنيسة سانت أناباروتشي المحلية دون حضور أقاربه. أصبح رامبرانت في نفس العام عضوًا في نقابة الرسامين المحلية. تدرب لديه عدد من الطلاب من بينهم فرديناند بول وغوفرت فلينك.
انتقل رامبرانت وساسكيا في عام 1635 إلى منزلهما الذي استأجراه في نيوا دولينسترات. انتقلا في عام 1639 إلى منزل شهير بُني حديثًا (وأصبح اليوم متحف منزل رامبرانت) في حي «بريسترات» الراقي، والمعروف اليوم باسم جودنبريسترايت الذي يُعرف اليوم بالحي اليهودي ثم حي الشباب المقبل. بلغ الرهن العقاري لتمويل شراء منزل 13000 غيلدرًا، وهذا ما شكل السبب الرئيسي لصعوبات مالية واجهاها في وقت لاحق. كان من المفروض أن يتمكن رامبرانت من سداد سعر المنزل بدخله الكبير، لكن يبدو أن إنفاقه لم يواكب دخله دائمًا، ولربما تورط ببعض الاستثمارات غير الناجحة. سعى رامبرانت في كثير الأحيان لتصوير مشاهد من العهد القديم مستعينًا بجيرانه اليهود. على الرغم من كونهما ثريين، عانى الزوجان من عدة انتكاسات شخصية، فقد توفي ابنهما رومبارتس بعد شهرين من ولادته في عام 1635، ثم توفيت ابنتهما كورنيليا عندما أكملت أسبوعها الثالث في عام 1638. أنجبا في عام 1640 ابنة ثانية تُدعى أيضًا كورنيليا، والتي توفيت أيضًا وهي بالكاد تبلغ شهرًا من العمر. تمكن طفلهما الرابع فقط، تيتوس الذي ولد في عام 1641، من النجاة حتى وصوله سن البلوغ. توفيت ساسكيا في عام 1642 بعد ولادة تيتوس مباشرة، ربما بسبب مرض السل. تُعد رسومات رامبرانت لها وهي على فراش الموت من أهم أعماله المؤثرة.
عُينت غيرتجي ديركس لتكون مربية لتيتوس وممرضة لساسكيا المريضة وأصبحت أيضًا عشيقة لرامبرانت. قاضت فيرتجي رامبرانت لاحقًا متهمة إياه بخرق الوعد (وهو مصطلح مخفف عن الإغواء وهو [خرق] الوعد بالزواج)، وحصلت على نفقة تبلغ 200 غيلدرًا في السنة. دفع رامبرانت غيرتجي للجوء إلى مأوى أو ملجأ للفقراء (يدعى «برايدويل») في خاودا، بعد أن علم أنها قد رهنت المجوهرات التي منحها إياها والتي كانت تنتمي ذات يوم لساسكيا.

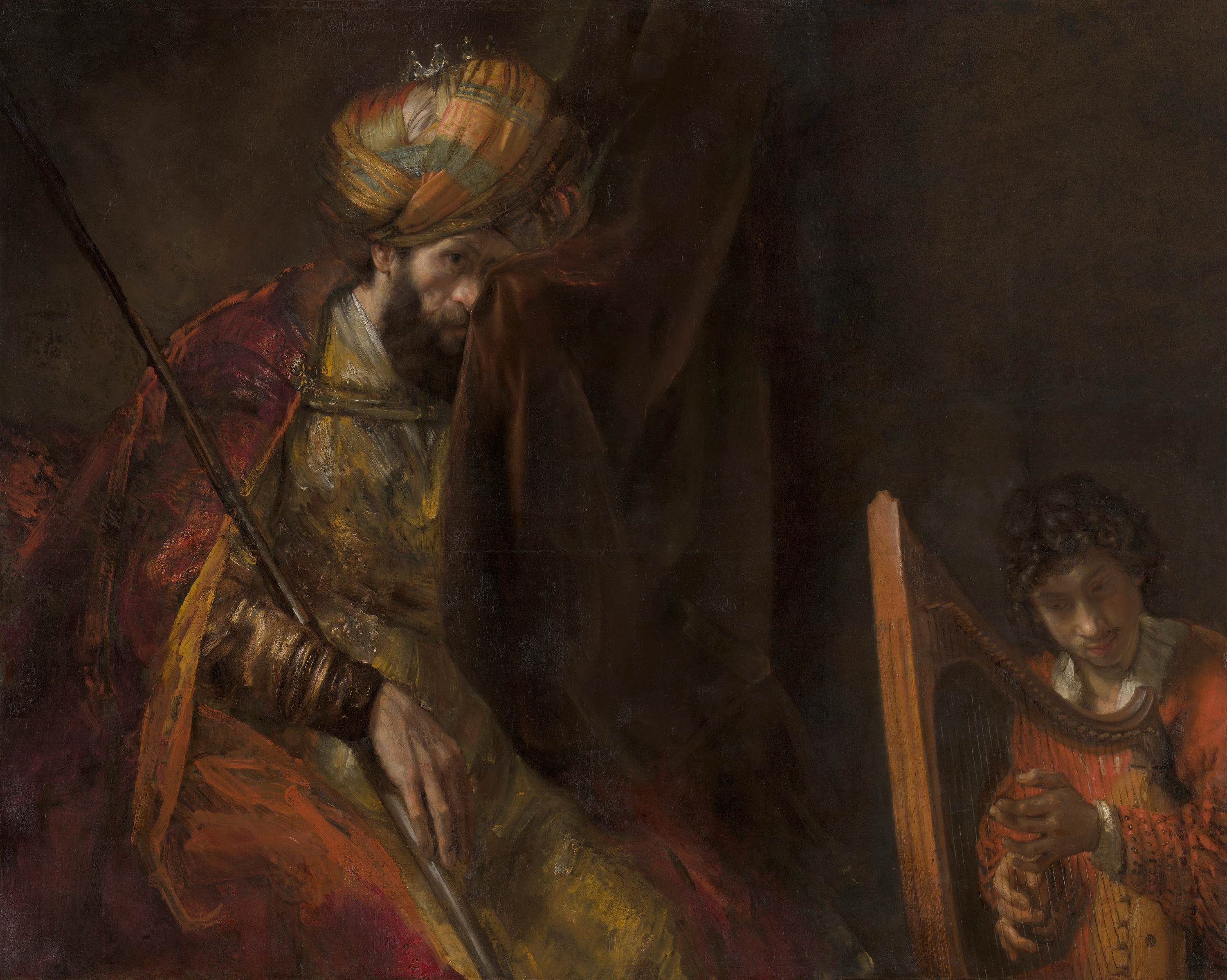
شاؤول وداؤد (لوحة) بريشة رامبرانت منتصف القرن السابع عشر. متحف ماورتشهاوس لاهاي، هولندا.

بدأ رامبرانت في أواخر الأربعينيات من القرن السابع عشر، علاقة مع خادمته الأصغر سنًا من غيرتجي بكثير، والتي تُدعى هيندريك ستوفيلز. أنجبا ابنة تدعى كورنيليا في عام 1654، وأحضرت هندريك استدعاء من الكنيسة البروتستانتية للرد على تهمة «أنها ارتكبت فعل الزنى مع الرسام رامبرانت». اعترفت هيندريك بهذه التهمة ومُنعت من المناولة. لم يُستدعى رامبرانت للمثول أمام الكنيسة لأنه لم يكن عضوًا في الكنيسة البروتستانتية. اعتُبر الاثنان متزوجان بكشل قانوني بموجب القانون العام، إلا أن رامبرانت لم يتزوج من هندريك بشكل فعلي. لو كان رامبرانت قد تزوج مرة أخرى، لفقد الوصول إلى الصندوق الائتماني الذي أُنشئ لصالح تيتوس بحسب وصية ساسكيا.

## أُسلوبه
- عالج موضوعاته بأسلوب مسرحي انفعالي .
- اقتربت منه المصائب بعد رسمه للوحه (دورية الليل) التي تصور مجموعة من الضباط والجنود وقد اخفت الظلال أشكال معظمهم .
- أبرز لوحاته الجمال الروحاني من خلال اختياره لأبطاله من الشخصيات الشعبية بدلا من النبلاء .
- صور نفسه في لوحات متعدده تعبر عن شخصيته في مراحل حياته الطويلة والتغيرات التي مرت به في حياته ويتضح بلون أصفر قاتم .
- لم يقبل الهولنديون على اقتناء لوحاته الدينية لأنهم كانوا يفضلون الموضوعات المستمدة من واقع حياتهم كالمناظر الطبيعية والطبيعة الصامتة والحياة اليومية الأسرية .

## أعماله
من بين أعماله الفنية المشهورة والمحفوظة في متحف ريكسموزيوم في أمستردام: والدة رامبرانت (1660)؛ جولة في الليل (1662)؛ القديس بطرس (1660)؛ وكلاء الجواخون (1662) الخطيبة اليهودية (1665)، وأعمال أخرى محفوظة في اللوفر: على طريق عماوس (؟)؛ هندريكيه شتوفلس (ح. 1562)؛ بيتشبع أو بيت سبع (1654)؛ الثور المُشَرحْ (1655)؛ صورة شخصية ذاتية (رامبرانت) (1660) ، وكذلك توني وأنا الصغير، صورتي، فقع عين سامسون، عودة الابن الضال، عشاء عند آموس ,
دورية الليل، عاصفة في البحر.

## وصلات خارجية
- رامبرانت على موقع الموسوعة البريطانية (الإنجليزية)
- رامبرانت على موقع ميوزك برينز (الإنجليزية)
- رامبرانت على موقع إن إن دي بي (الإنجليزية)
- رامبرانت على موقع ديسكوغز (الإنجليزية)
- رامبرانت على موقع كينوبويسك (الروسية)
- Literature نسخة محفوظة 25 سبتمبر 2008 على موقع واي باك مشين.
- Rembrandt, The Hundred Guilder Print
- Paintings by Rembrandt